# Subprefettura di Santo Amaro
La Subprefettura di Santo Amaro è una subprefettura (subprefeitura) della zona centrale della città di San Paolo in Brasile, situata nella zona amministrativa Sud-Centrale.

## Distretti
- Santo Amaro
- Campo Belo
- Campo Grande